# کتواسید

اسید پیرویک (بالا), استواستیک اسید و لوولینیک اسید (پایین)

کتواسیدها (Keto_acid) ترکیبات آلی هستند که یک گروه کتون و یک گروه کربوکسیلیک اسید دارند. آلفا کتواسیدها به‌ویژه در متابولیسم چرخه اسید سیتریک (چرخه کربس) و گلیکولیز نقش دارند.

## انواع
سه نوع کتواسید داریم :
1) آلفا کتواسیدها : مانند اسید پیرویک و اکسالواستیک اسید
2) بتاکتواسیدها : مانند استواستیک اسید
3)گاماکتواسیدها : مانند لوولینیک اسید